# NGC 4147
NGC 4147 هي مجرة تتبع كوكبة الهلبة. اكتشفها ويليام هيرشل في 15 فبراير 1784.

## روابط خارجية
- NGC 4147 على موقع ويكي سكاي: DSS2, SDSS, GALEX, IRAS, Hydrogen α, X-Ray, Astrophoto, Sky Map, Articles and images